# Бек-Узаров, Михаил Георгиевич
Михаи́л Гео́ргиевич Бек-Узаров (1889—1964) — ротмистр Текинского конного полка, герой Первой мировой войны, участник Белого движения.

## Биография
Православный. Из потомственных дворян Терской области.
Окончил 2-й Оренбургский кадетский корпус (1908) и Елисаветградское кавалерийское училище (1910), откуда выпущен был хорунжим во 2-й Сибирский казачий полк. 22 января 1911 года переведен в Туркменский конно-иррегулярный дивизион с переименованием в корнеты. Был адъютантом дивизиона. Произведен в поручики 2 октября 1913 года.
В Первую мировую войну вступил в рядах своего дивизиона, вскоре развернутого в полк. 3 апреля 1915 года назначен командиром 3-го эскадрона Текинского конного полка. Удостоен ордена Св. Георгия 4-й степени
За то, что в бою 28 мая 1916 года, в районе д. Юркоуц, командуя 3-м эскадроном Текинского конного полка, лично повел его, развернув в лаву, под ожесточенным пулеметным и ружейным огнем в атаку на наступавшую пехоту противника, опрокинул и уничтожил одну роту его, взял с боя, изрубив прислугу, два действовавших пулемета и завершил свой выдающийся подвиг храбрости взятием в плен около 500 человек при 9-ти офицерах.
Произведен в штабс-ротмистры 4 апреля 1916 года, в ротмистры — 24 октября 1917 года. Осенью 1917 года в составе Текинского полка охранял Корнилова и других генералов в Быхове. Из Быхова выступил на Дон с генералом Корниловым и присоединился к Добровольческой армии. Участвовал в 1-м Кубанском походе и Терском восстании. С 23 августа 1918 года — в Офицерском отряде полковника Литвинова, затем — в Вооруженных силах Юга России и Русской армии Врангеля. 6 февраля 1919 года назначен командиром Ахал-Текинского конного полка, 23 августа — временно командиром 1-го полка Адаевской Отдельной конной бригады, с 1 сентября временно исполнял должность начальника той же бригады. 20 ноября 1919 года переведен младшим офицером в конвой Главнокомандующего ВСЮР, в апреле 1920 года назначен адъютантом конвоя Главнокомандующего, в каковой должности состоял до эвакуации Крыма. 21 июля 1920 года произведен в подполковники. Галлиполиец.
В эмиграции в Югославии. В июле 1921 года — начальник штаба Гвардейской казачьей группы и адъютант конвоя, с ноября того же года — в лейб-гвардии Терской сотне, адъютант Дивизиона лейб-гвардии Кубанских и Терских сотен. Служил в югославянской пограничной страже. В годы Второй мировой войны служил в Русском корпусе — в 1, 2, 4 и 5 полках. В 1945—1946 годах находился в лагере Келлерберг в Австрии, затем переехал в США. Скончался в 1964 году в Глен-Кове. Похоронен на кладбище Новодивеевского монастыря.
Был женат дважды, сын Гелетий — кадет Первого Русского кадетского корпуса, в 1944 году окончил 2-й класс.

## Награды
- Орден Святого Станислава 3-й степени с мечами и бантом (ВП 28.04.1915)
- Орден Святой Анны 3-й степени с мечами и бантом (ВП 14.02.1916)
- Орден Святой Анны 4-й ст. с надписью «за храбрость» (ВП 10.07.1916)
- Орден Святого Георгия 4-й ст. (ВП 2.12.1916)